# Kennedy Ochieng
Kennedy Ochieng (* 30. Dezember 1971) ist ein ehemaliger kenianischer Sprinter, der sich auf den 400-Meter-Lauf spezialisiert hatte.
Bei Leichtathletik-Afrikameisterschaften gewann er 1992 auf Mauritius die Silbermedaille und 1993 in Durban die Goldmedaille über 400 m. Den bedeutendsten Erfolg seiner Karriere erzielte er in der 4-mal-400-Meter-Staffel bei den Leichtathletik-Weltmeisterschaften 1993 in Stuttgart. Gemeinsam mit Simon Kemboi, Abednego Matilu und Samson Kitur holte er in 2:59,82 min die Silbermedaille hinter der Staffel der Vereinigten Staaten, die in diesem Rennen einen Weltrekord aufstellte (2:54,29 min). Im 400-Meter-Lauf wurde Ochieng in Stuttgart Achter. Bei seinen folgenden drei Weltmeisterschaftsteilnahmen gelang ihm kein Finaleinzug mehr.
Bei den Olympischen Spielen 1996 in Atlanta erreichte er über 400 m die Viertelfinalrunde und mit der Staffel das Halbfinale. Seinen letzten großen Erfolg feierte mit dem Titelgewinn im 400-Meter-Lauf bei den Afrikaspielen 1999 in Johannesburg. Über dieselbe Distanz schied er bei den Olympischen Spielen 2000 in Sydney in der Vorrunde verletzt aus.
Kennedy Ochieng wurde viermal kenianischer Meister im 400-Meter-Lauf (1993, 1997–1999). Er ist 1,83 m groß und hatte ein Wettkampfgewicht von 73 kg.